# 6677 Renoir
6677 Renoir este o planetă minoră (asteroid), cu un diametru de 18,573 km, din centura de asteroizi. A fost descoperită pe 16 octombrie 1977 la Observatorul Palomar de Cornelis Johannes van Houten și a fost numită după Pierre-Auguste Renoir. 
Obiectul prezintă o orbită caracterizată de o semiaxă mare de 3,2486176 UAi, o excentricitate de 0,09, o înclinație de 14,6494 ° în raport cu ecliptica.